# رفتارگرایی منطقی
رفتارگرایی منطقی (به انگلیسی: logical behaviorism) که با نام رفتارگرایی تحلیلی نیز شناخته می‌شود، در فلسفه ذهن، قضیه‌ای است که می‌گوید مفاهیم ذهنی را می‌توان بر اساس مفاهیم رفتاری توضیح داد
رفتارگرایی منطقی اولین بار توسط حلقه وین، به‌ویژه رودولف کارناپ مطرح شد. از دیگر فیلسوفانی که با رفتارگرایی هم‌دل بودند می‌توان به کارل گوستاو همپل، لودویگ ویتگنشتاین و ویلارد کواین اشاره کرد. گیلبرت رایل فیلسوف دانشگاه آکسفورد، در کتابش با عنوان مفهوم ذهن (۱۹۴۹) شکل معتدل‌تری از رفتارگرایی تحلیلی را مطرح کرد.

## نمای کلی
به طور کلی رفتارگرایی تحلیلی دیدگاهی است که می‌گوید گزاره‌های مربوط به ذهن، یا به‌طور کلی‌تر، درباره حالات ذهنی، قابل تقلیل به گزاره‌های مربوط به رفتار هستند. برای مثال یک دوگانه‌انگار جمله «فینبار درد می‌کشد» را به یک حالت ذهنی خصوصی و غیرفیزیکی در ذهن فینبار ارجاع می‌دهد. اما یک رفتارگرا می‌گوید که «فینبار درد می‌کشد» صرفاً به رفتار فینبار یا تمایل او به رفتار به شیوه‌ای خاص اشاره دارد. بنابراین رفتارگرا ممکن است استدلال کند که اگر فینبار گریه می‌کرده و به‌همین دلیل حالت ذهنی درد به فینبار نسبت داده شده است، آنگاه «فینبار درد می‌کشد» به «فینبار گریه می‌کند» تقلیل می‌یابد. به عبارت دیگر «فینبار درد دارد» همان معنایی را دارد که «فینبار گریه می‌کند» دارد، زیرا از نظر یک رفتارگرا گزاره‌های مربوط به حالات ذهنی صرفاً به رفتار افراد یا تمایل آن‌ها برای نشان دادن رفتاری خاص (در مورد فینبار، رفتار درد) اشاره دارند.